# لیدی راشل فن
لیدی راشل فن (انگلیسی: Rachel Bourchier, Countess of Bath; ۱ ژانویهٔ ۱۶۱۳ – ۱ ژانویهٔ ۱۶۸۰) یک زن نجیب‌زاده انگلیسی و نویسنده بود که بیشتر به دلیل فعالیت‌هایش در جنگ‌های داخلی انگلستان شهرت دارد.